# Le Sommeil et son demi-frère la Mort
 (octobre 2020).
Si vous disposez d'ouvrages ou d'articles de référence ou si vous connaissez des sites web de qualité traitant du thème abordé ici, merci de compléter l'article en donnant les références utiles à sa vérifiabilité et en les liant à la section « Notes et références ».
Le Sommeil et son demi-frère la Mort est une peinture à l'huile sur toile réalisée par le peintre préraphaélite John William Waterhouse en 1874. Il s'agit de sa première exposition à la Royal Academy, peint d'après le portrait de deux de ses jeunes frères morts de la tuberculose.

## La peinture
Le tableau fait référence aux dieux grecs Hypnos (le Sommeil) et Thanatos (la Mort) qui, dans la mythologie grecque, étaient frères jumeaux. En dépit de leurs postures similaires, le personnage du premier plan est plongé dans la lumière, alors que son frère est dans l'obscurité ; le premier représente donc le sommeil, le second la mort. La personnification du sommeil serre des coquelicots dans la main. Ils sont associés à Hypnos et Thanatos en raison de leurs traits hypnagogiques qui peuvent mener à la mort en cas de surexposition à cet état entre la vie et la mort. Hypnos avait en effet comme attribut le pavot et était représenté sur des sarcophages en jeune homme assoupi.

## L'inspiration pour la peinture
Les positions allongées des personnages rappellent d'anciennes tombes ou sarcophages, comme la tombe d'Adonis et le sarcophage d'Endymion. Waterhouse a passé beaucoup de temps aux musées de South Kensington (aujourd'hui The Victoria and Albert Museum) et au British Museum, et connaissait la statuaire grecque et romaine, grâce à ses propres recherches et à ses études à la Royal Academy. En effet, Waterhouse faisait référence à la Roman Endymion Sleeping On St Latmos dans son élaboration des personnages. La position du corps allongé et le croisement des jambes du Sommeil rappellent les traits d'Endymion.
Malgré le titre sombre, les personnages pourraient être considérés comme des musiciens ou des fêtards faisant la sieste après une danse ou une fête. L'utilisation du rideau, du balcon et l'inclusion de deux instruments anciens (l'aulos et la lyre) indiquent la performance. Les instruments, bien qu'associés aux mythes et festivals grecs et romains, ont très peu à voir avec l'allégorie du sommeil et de la mort.

## Le mythe - Hypnos et Thanatos
Dans son œuvre Théogonie, le poète grec Hésiode, écrit que Thanatos est un fils de Nyx (la nuit) et Érèbe (les ténèbres) et jumeau d'Hypnos.
Hypnos est la personnification du sommeil et le mari de Pasithée. Hypnos permettait à Endymion de dormir les yeux ouverts pour qu'il puisse toujours voir son amante, la déesse de la lune Séléné.
Homère présente Hypnos dans l'Iliade comme une divinité qui, à la demande d'Héra, plonge Zeus dans un sommeil profond afin que ce dernier cesse momentanément d'aider les Troyens. Ses attributs sont les ailes, le coquelicot dans les cheveux et une petite corne à boire dans sa main.
Thanatos est la personnification du mort, souvent mentionnée dans la mythologie grecque, mais apparaissant rarement en personne. Son rôle de guide des morts a parfois été remplacé par Hermès. À l'inverse, Thanatos peut être vu comme un simple reflet d'Hermès avant de s'en distinguer plus tard.
Thanatos était considéré comme impitoyable et aveugle, détesté par - et haineux envers - les mortels et les dieux. Mais dans les mythes qui le caractérisent, Thanatos aurait parfois été déjoué, un exploit que le rusé roi Sisyphe de Corinthe a accompli à deux reprises. Quand est venu le temps pour Sisyphe de mourir, Zeus a ordonné à Thanatos de l'enchaîner dans le Tartare. Sisyphe a trompé la mort en piégeant Thanatos dans ses propres chaînes, empêchant ainsi aux mortels de mourir jusqu'au jour ou Zeus lui-même obligea Sisyphe à le délivrer.